# Ordine della Concordia

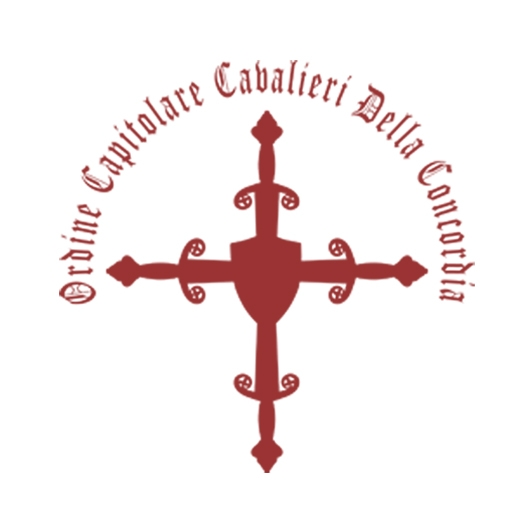
Logo dell'ordine

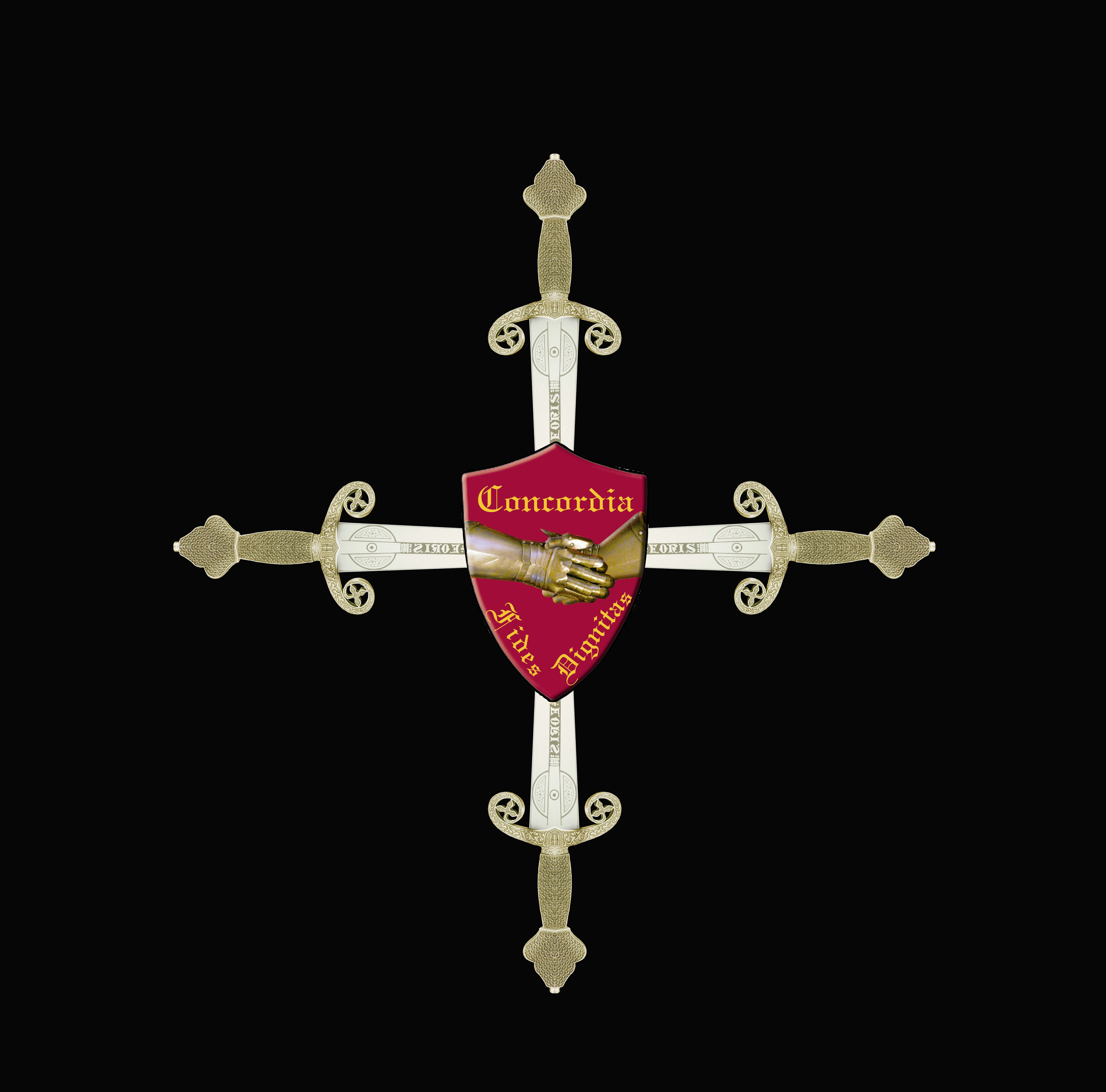
Croce dell'ordine

L'Ordine della Concordia venne rifondato a Francoforte sul Meno da S.A.S. il Gran Maestro principe Karl Theodor von Dalberg il 5 febbraio 1813. Egli era stato nominato Primate della Confederazione del Reno ed aveva ricevuto inoltre il titolo di Granduca di Francoforte.
Il motto dell'ordine è "Concordia Fides Dignitas".

## Storia
Esso venne conferito ai cittadini benemeriti della città che si fossero distinti a favore di essa e della Confederazione filo-napoleonica.
L'Ordine disponeva di tre classi di benemerenza, con un numero preciso di membri insigniti:
- Cavaliere di Gran Croce (12 membri)
- Commendatore (24 membri)
- Cavaliere (24 membri)

L'Ordine non ebbe grande diffusione in Germania durante il 1800 e le notizie circa l'attività dell'Ordine sono scarse. A causa della sua breve esistenza, furono assegnati 18 titoli di Gran Croce, 20 da Commendatore e 25 di Cavaliere. Titolare di Gran Croce era, per esempio, il ministro Franz Joseph von Albini.
La medaglia dell'Ordine fino al Gran Magistero Dalberg consisteva in una Croce di Malta smaltata bordata d'oro al cui centro si trova un medaglione smaltato a colori raffigurante due mani unite a stringersi reciprocamente, sopra le quali campeggia la scritta "CONCORDIA"
Il nastro dell'Ordine  bianco con una striscia bordeaux per ciascun lato.

### Fonti
- (DE) Paul Joseph e Eduard Fellner, Die Münzen von Frankfurt am Main, Frankfurt am Main, Verlag Joseph Baer + Co., 1903.
- (DE) Hermann von Heyden, Der Concordien-Orden, Die Ehren-Medaillen sowie die Feldzugs- und Dienstalterszeichen des Grossherzogtums, des General-Gouvernements und der Freien Stadt.
- (DE) Frankfurt, Frankfurt am Main, 1890.
- Ordem dos Cavaleiros da Concòrdia (Sao Paolo-SP) Brasile Decreto n° 72.171 / 4.Ma.1973